# 후안 페르난도 킨테로
후안 페르난도 킨테로 파니아과(스페인어: Juan Fernando Quintero Paniagua, 1993년 1월 18일 ~ )는 콜롬비아의 축구 선수이다. 포지션은 공격형 미드필더이며, 현재 아르헨티나 프리메라 디비시온의 리버 플레이트에서 뛰고 있다.

## 경력
- 2013년 CONMEBOL 청소년 축구 선수권 대회 국가대표
- 2013년 FIFA U-20 월드컵 국가대표
- 2014년 FIFA 월드컵 국가대표
- 2018년 FIFA 월드컵 국가대표

## 수상
콜롬비아
- CONMEBOL 청소년 축구 선수권 대회 : 우승 (2013)

개인
- CONMEBOL 청소년 축구 선수권 대회 최우수 선수 : 2013